# Левинская (Шатурский район)
Левинская — деревня в Шатурском муниципальном районе Московской области. Входит в состав Кривандинского сельского поселения. Население — 28 чел. (2013).

## Расположение
Деревня Левинская расположена в центральной части Шатурского района, расстояние до МКАД порядка 139 км. Высота над уровнем моря 142 м.

## Название
В письменных источниках деревня упоминается как Левинская.
Название связано с личным именем Лев или фамилией Левин.

## История
Впервые упоминается в писцовой Владимирской книге В. Кропоткина 1637—1648 гг. как деревня Левинская Туголесской волости Владимирского уезда. Деревня принадлежала Родиону Исаевичу Коверину, Борису Никитичу Колтовскому и Савину Михайловичу Тутолмину.
Последним владельцем деревни перед отменой крепостного права был помещик Рикман.
После отмены крепостного права деревня вошла в состав Семёновской волости.
В советское время деревня входила в Лузгаринский сельсовет.

## Население
| 1859 | 1868 | 1885 | 1905 | 1926 | 1931 |
| ---- | ---- | ---- | ---- | ---- | ---- |
| 99   | ↗150 | ↗180 | ↗227 | ↘189 | ↗311 |
| 1970 | 1993 | 2002 | 2006 | 2010 | 2011 |
| ↘64  | ↘23  | ↘21  | ↘15  | ↗37  | ↘28  |
| 2013 |      |      |      |      |      |
| →28  |      |      |      |      |      |